# کونتسا انتلینا
کونتسا انتلینا (به ایتالیایی: Contessa Entellina) یک کومونه در ایتالیا است که در استان پالرمو واقع شده‌است.

## خصوصیات
کونتسا انتلینا ۱۳۶ کیلومترمربع مساحت و ۲٬۱۸۴ نفر جمعیت دارد و ۵۷۱ متر بالاتر از سطح دریا واقع شده‌است.

## نگارخانه

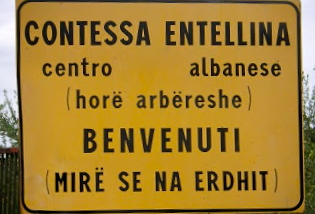
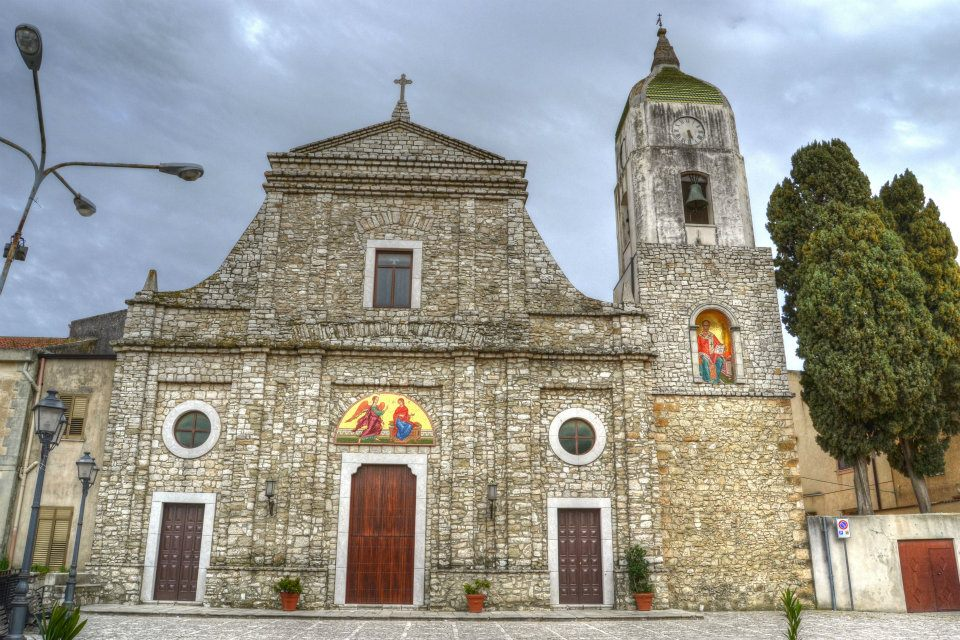
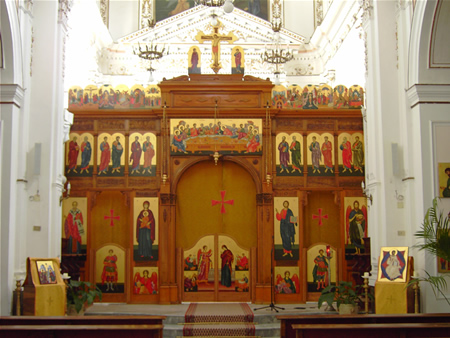
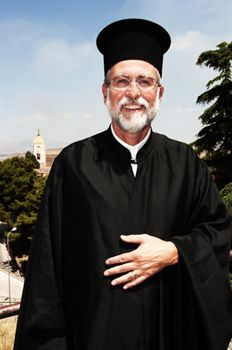
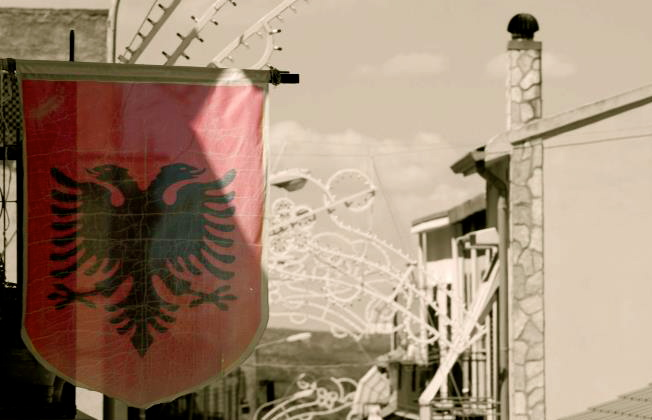